# Popis austro-ugarskih podmornica
Flota austro-ugarskih podmornica tijekom Prvoga svjetskog rata uglavnom se sastojala od jedinica proizvedenih u Njemačkoj i potom željeznicom prevezenih iz brodogradilišta na sjeveru Njemačke do austrougarskih luka na Jadranskome moru. Tijekom rata služile su protiv talijanskih, francuskih i britanskih plovila u Sredozemnome moru pri čemu su bile djelomično uspješne, a zauzvrat je u službi izgubljeno osam od ukupno dvadeset osam brodova. Nakon završetka rata 1918. godine sve su se austrijske podmornice predale silama Antante koje su ih međusobno razdijelile. Budući da su Austrija i Ugarska (tj. Mađarska) poslije rata ostale bez izlaza na more, nijedna austrijska ili ugarska podmornica (ili neko drugo ratno plovilo) nije od tada stavljena u službu.
U nekim su izvorima austro-ugarski U-Bootovi označeni rimskim brojkama kako bi se razlikovali od njemačkih U-Bootova makar je Austro-ugarska ratna mornarica rabila arapske brojke. Naime, numeracija u nekim slučajevima nije bila dosljedna zbog nekoliko razloga: jedna serija austrougarskih U-Bootova koja je bila izrađena u Njemačkoj bila je prodana i stavljena u službu Njemačke carske ratne mornarice, a neki U-Bootovi u službi Njemačke carske ratne mornarice privremeno su bili označeni austrougarskim načinom numeracije tijekom operacija na Mediteranu, dok se broj trinaest nije koristio zbog praznovjerja.

## Austrougarske podmornice

### Stavljene u službu
| U-Boot  | Klasa      | Porinuće            | Stavljanje u službu | Sudbina                                                                | Bilješke                                               |
| ------- | ---------- | ------------------- | ------------------- | ---------------------------------------------------------------------- | ------------------------------------------------------ |
| SM U-1  | klasa U-1  | 2. listopada 1909.  | 15. travnja 1911.   | izbačen van upotrebe kao staro željezo 1920.                           |                                                        |
| SM U-2  | klasa U-1  | 3. travnja 1909.    | 22. svibnja 1911.   | izbačen van upotrebe kao staro željezo 1920.                           |                                                        |
| SM U-3  | klasa U-3  | 8. kolovoza 1908.   | 12. rujna 1909.     | potopljen 13. kolovoza 1915.                                           |                                                        |
| SM U-4  | klasa U-3  | 20. studenoga 1908. | 29. kolovoza 1909.  | izbačen van upotrebe kao staro željezo 1920.                           |                                                        |
| SM U-5  | klasa U-5  | 10. veljače 1909.   | 1. travnja 1910.    | izbačen van upotrebe kao staro željezo 1920.                           |                                                        |
| SM U-6  | klasa U-5  | 12. lipnja 1909.    | 1. srpnja 1910.     | uništen 13. svibnja 1916.                                              |                                                        |
| SM U-10 | klasa U-10 | 29. siječnja 1915.  | 12. srpnja 1915.    | miniran 9. srpnja 1918.; izbačen van upotrebe kao staro željezo 1918.  | bivši njemački SM UB-1                                 |
| SM U-11 | klasa U-10 | 4. travnja 1915.    | 20. lipnja 1915.    | izbačen van upotrebe kao staro željezo 1920.                           | bivši njemački SM UB-15                                |
| SM U-12 | klasa U-5  | 14. ožujka 1911.    | 21. kolovoza 1914.  | potopljen 12. kolovoza 1916.                                           | izvučen i izrezan krajem 1916.                         |
| SM U-14 | klasa U-14 | 18. srpnja 1912.    | 1. lipnja 1915.     | vraćen u Francusku 1919.; izbačen van upotrebe kao staro željezo 1929. | zarobljena francuska podmornica Curie (Q 87)           |
| SM U-15 | klasa U-10 | travanj 1915.       | 6. listopada 1915.  | izbačen van upotrebe kao staro željezo 1920.                           |                                                        |
| SM U-16 | klasa U-10 | 26. travnja 1915.   | 6. listopada 1915.  | potopljen                                                              |                                                        |
| SM U-17 | klasa U-10 | 21. travnja 1915.   | 6. listopada 1915.  | izbačen van upotrebe kao staro željezo 1920.                           |                                                        |
| SM U-20 | klasa U-20 | 18. rujna 1916.     | 20. listopada 1917. | potopljen                                                              | olupina izvučena 1962.; zapovjedni most izložen u Beču |
| SM U-21 | klasa U-20 | 15. kolovoza 1916.  | 15. kolovoza 1917.  | izbačen van upotrebe kao staro željezo 1920.                           |                                                        |
| SM U-22 | klasa U-20 | 27. siječnja 1917.  | 23. studenoga 1917. | izbačen van upotrebe kao staro željezo 1920.                           |                                                        |
| SM U-23 | klasa U-20 | 5. siječnja 1917.   | 1. rujna 1917.      | potopljen 21. veljače 1918.                                            |                                                        |
| SM U-27 | klasa U-27 | 19. listopada 1916. | 24. veljače 1917.   | izbačen van upotrebe kao staro željezo 1920.                           |                                                        |
| SM U-28 | klasa U-27 | 8. siječnja 1917.   | 26. svibnja 1917.   | izbačen van upotrebe kao staro željezo 1920.                           |                                                        |
| SM U-29 | klasa U-27 | 21. listopada 1916. | 21. siječnja 1917.  | izbačen van upotrebe kao staro željezo 1920.                           |                                                        |
| SM U-30 | klasa U-27 | 27. prosinca 1916.  | 17. veljače 1917.   | nestao nakon 31. ožujka 1917.                                          |                                                        |
| SM U-31 | klasa U-27 | 28. ožujka 1917.    | 24. travnja 1917.   | izbačen van upotrebe kao staro željezo 1920.                           |                                                        |
| SM U-32 | klasa U-27 | 11. svibnja 1917.   | 29. lipnja 1917.    | izbačen van upotrebe kao staro željezo 1920.                           |                                                        |
| SM U-40 | klasa U-27 | 21. travnja 1917.   | 4. kolovoza 1917.   | izbačen van upotrebe kao staro željezo 1920.                           |                                                        |
| SM U-41 | klasa U-27 | 11. studenoga 1917. | 19. veljače 1918.   | izbačen van upotrebe kao staro željezo 1920.                           |                                                        |
| SM U-43 | klasa U-43 | 8. travnja 1916.    | 30. srpnja 1917.    | izbačen van upotrebe kao staro željezo 1920.                           | bivši njemački SM UB-43                                |
| SM U-47 | klasa U-43 | 17. lipnja 1916.    | 30. srpnja 1917.    | izbačen van upotrebe kao staro željezo 1920.                           | bivši njemački SM UB-47                                |

### Ostali
Podmornice koje su se počele izrađivati, ali nisu dovršene ili stavljene u službu tijekom Prvoga svjetskog rata uključene su u ovu tablicu.

## Njemački U-Bootovi pod austrougarskom zastavom
Nakon što je Italija ušla u Prvi svjetski rat objavom rata Austro-Ugarskoj 23. svibnja 1915. godine Njemačka je bila primorana ugovorom pružiti potporu Austrijancima u napadima protiv talijanskih brodova iako Njemačka i Italija nisu bile službeno u ratu. Zbog toga su njemački U-Bootovi, koji su djelovali na Mediteranu, bili označeni austrougarskim brojevima i zastavama. U nekim su slučajevima različiti njemački U-Bootovi bili označeni istim brojevima. Nakon 28. kolovoza 1916. kada su Njemačka i Italija bile službeno bile u ratu praksa je nastavljena prvenstveno radi izbjegavanja optužbi o zlouporabi zastave. Praksa je većinom prestala do 1. listopada 1916. godine osim za nekoliko velikih U-Bootova koji su nastavili rabiti austrougarske način numeracije.
| Austrougarsko ime | Ime(na) njemačkih U-Bootova        |
| ----------------- | ---------------------------------- |
| SM U-7            | SM UB-7                            |
| SM U-8            | SM UB-8                            |
| SM U-9            | SM UB-3                            |
| SM U-18           | SM UC-14                           |
| SM U-19           | SM UC-15                           |
| SM U-24           | SM UC-12                           |
| SM U-25           | SM UC-13                           |
| SM U-26           | SM UB-14                           |
| SM U-33           | SM U-33                            |
| SM U-34           | SM U-34                            |
| SM U-35           | SM U-35                            |
| SM U-36           | SM U-21 SM U-47                    |
| SM U-37           | SM U-32                            |
| SM U-38           | SM U-38                            |
| SM U-39           | SM U-39                            |
| SM U-42           | SM UB-42                           |
| SM U-44           | SM UB-44                           |
| SM U-45           | SM UB-45                           |
| SM U-46           | SM UB-46                           |
| SM U-54           | SM UB-128                          |
| SM U-55           | SM UB-129                          |
| SM U-56           | SM UB-130                          |
| SM U-57           | SM UB-131                          |
| SM U-58           | SM UB-132                          |
| SM U-60           | SM UC-20                           |
| SM U-62           | SM UC-22                           |
| SM U-63           | SM UC-23 SM UC-63                  |
| SM U-64           | SM UC-64                           |
| SM U-65           | SM UC-65                           |
| SM U-66           | SM UB-66 SM UC-66                  |
| SM U-67           | SM UB-67                           |
| SM U-68           | SM UB-68                           |
| SM U-69           | SM UB-69 SM UB-69                  |
| SM U-70           | SM UB-70                           |
| SM U-71           | SM UB-71                           |
| SM U-72           | SM U-72                            |
| SM U-73           | SM U-73                            |
| SM U-74           | SM UC-34                           |
| SM U-75           | SM UC-35                           |
| SM U-77           | SM UC-37                           |
| SM U-78           | SM UC-16 SM UC-38                  |
| SM U-79           | SM UB-48                           |
| SM U-80           | SM UB-49                           |
| SM U-81           | SM UB-50                           |
| SM U-82           | SM UB-51                           |
| SM U-83           | SM U-63 SM UB-52 SM UC-20 SM UC-23 |
| SM U-88           | SM UC-24                           |
| SM U-89           | SM UC-25                           |
| SM U-92           | SM UC-73                           |
| SM U-93           | SM UC-74                           |
| SM U-94           | SM UC-52                           |
| SM U-95           | SM UC-53                           |
| SM U-96           | SM UC-54                           |
| SM U-97           | SM UB-105                          |
| SM U-99           | SM UC-103                          |
| SM U-110          | SM UC-108                          |
| SM U-133          | SM UC-133                          |
| SM U-134          | SM UB-134                          |
| SM U-135          | SM UB-135                          |
| SM U-146          | SM UB-146                          |
| SM U-147          | SM UB-147                          |